# إصابة الانفجار

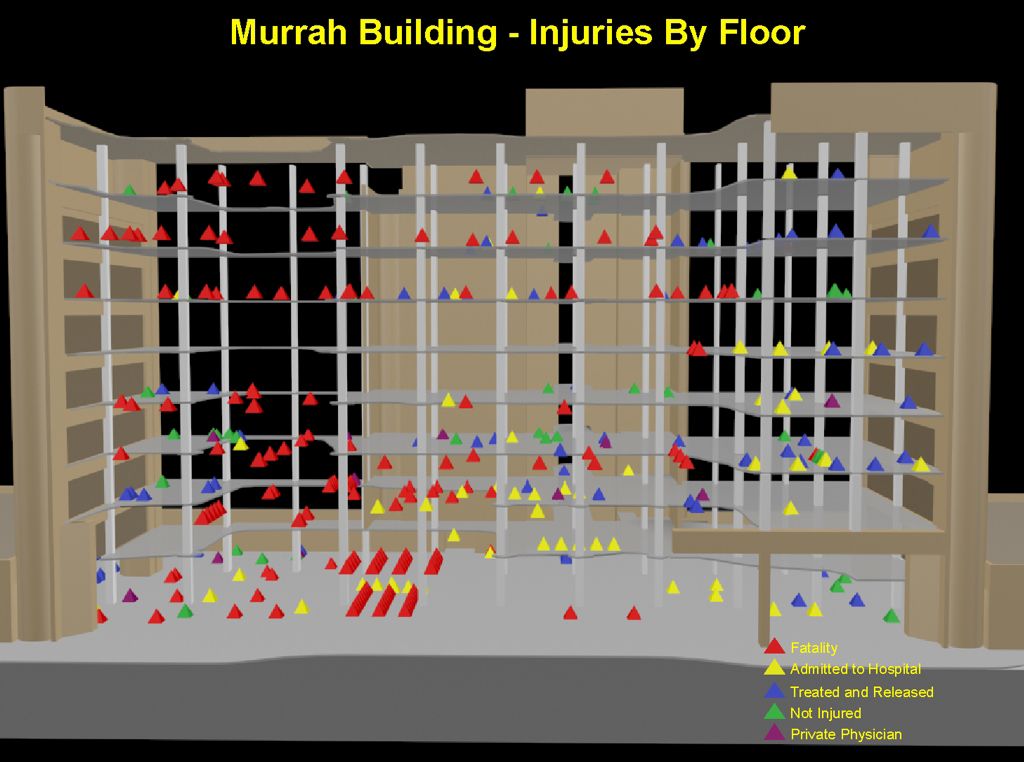

إصابة الانفجار (بالإنجليزية: Blast injury) هي نوع معقد من الصدمات الجسدية الناتجة عن التعرض المباشر أو غير المباشر للانفجار. تحدث إصابات الانفجار مع تفجير المتفجرات عالية المستوى وكذلك تفريغ المتفجرات منخفضة المستوى. تتفاقم هذه الإصابات عندما يحدث الانفجار في مكان ضيق.

## التصنيف
تصنّف إصابات الانفجار إلى أربع فئات: أولية وثانوية وثالثية ورباعية.

### الإصابات الأولية
تنتج الإصابات الأولية عن موجات الضغط الزائد للانفجار أو موجات الصدمة ويمكن أن تحدث خاصةً إذا كان الشخص قريبًا من الذخيرة المتفجرة مثل لغم أرضي. وغالبًا ما تتأثر الأذنان بالضغط الزائد وتليها الرئتان والأعضاء الداخلية المجوفة في الجهاز الهضمي. وقد تحدث إصابات الجهاز الهضمي بعد تأخير ساعات أو حتى أيام.
تعتمد الإصابات الناجمة عن الضغط الزائد للانفجار على مقدار الضغط والوقت، فكلما كلما ازداد الضغط أو مدته تزداد شدة الإصابة أيضًا.
ومن الممكن أيضًا أن يلحق النظام السمعي ضرر كبير، ربما نتيجة ثقب الغشاء الطبلي (طبلة الأذن) نتيجة كثافة موجات الضغط. علاوة على ذلك، فإن خلايا الشعر ومستقبلات الصوت الموجودة داخل القوقعة يمكن أن تتضرر بشكل دائم وبالتالي تؤدي إلى فقدان السمع بدرجات خفيفة أو عميقة. بالإضافة إلى ذلك، يمكن أن تؤدي شدة تغير الضغط الناتج عن الانفجار إلى إصابة الأوعية الدموية والمسارات العصبية داخل الجهاز السمعي. وبالتالي من المحتمل أن يعاني الأفراد المصابون نتيجة الانفجار من عجز المعالجة السمعية في ظل وجود عتبات سمع طبيعية. وبالجمع بين هذه التأثيرات فقد يؤدي إلى فقدان السمع والطنين والصداع والدوار وصعوبة في معالجة الصوت.
تتميز إصابات الانفجار الأولية بشكل عام بعدم وجود إصابات خارجية. وبالتالي في كثير من الأحيان لا يُتعرف على الإصابات الداخلية ويُستهان بشدتها. لا يعتمد حجم ونوع الإصابات الأولية الناجمة عن الانفجار على ذروة الضغط الزائد فحسب، وإنما يعتمد أيضًا على عوامل أخرى مثل عدد ذروات الضغط الزائد والفارق الزمني بين ذروات الضغط الزائد وتردد الصدى والنبض الكهرومغناطيسي من بين أمور أخرى.
هناك توافق عام على أن التشظّي والانفجار والقصور الذاتي الكهرومغنطيسي وفروق الضغط هي الآليات الرئيسية المساهمة والمسببة لإصابات الانفجار الأولية. وبالتالي، ركزت غالبية الأبحاث السابقة على آليات إصابات الانفجار التي تحدث داخل الأعضاء المحتوية على الغاز والأجهزة العضوية مثل الرئتين بينما إصابات الدماغ الناجمة عن الإصابات الأولية للانفجار بقيت مُستهانة بها. ويتعين السبب الأكثر شيوعًا لوفاة الأشخاص الناجين من الانفجار في البداية بانفجار للرئة المؤدي إلى حدوث كدمة رئوية حادة أو نزيف أو تورم مع تلف في الحويصلات الهوائية والأوعية الدموية أو ربما مزيج من هذه الأعراض.

### الإصابات الثانوية
تنتج الإصابات الثانوية عن التشظي والأشياء الأخرى المقذوفة نتيجة الانفجار. وقد تؤثر هذه الإصابات على أي جزء من أجزاء الجسم ويمكن أن تؤدي في بعض الأحيان إلى إصابة بالغة عبارة عن رض نافذ مع نزيف ظاهر. وفي بعض الأحيان يمكن أن يصبح الجسم المقذوف نتيجة الانفجار داخل جسم الإنسان مما يعيق خروج الدم من الجسم وبدلًا من ذلك يحدث نزيف داخلي للدم واسع النطاق داخل تجاويف الجسم. وقد تكون الجروح الناتجة عن التشظّي فتاكة ولذلك صُممت العديد من القنابل المضادة للأشخاص لتوليد الشظايا.
معظم الأضرار ناتجة عن إصابات ثانوية. بشكل عام، كلما كانت المنطقة الجغرافية أكبر كلما تأثرت بهذا النوع من الإصابات أكثر من موقع الانفجار الرئيسي حيث يندفع الحطام الناتج عن الانفجار بسهولة لمئات وحتى الآلاف من الأمتار في المنطقة الجغرافية الكبيرة. وقد صُمّمت بعض الأنواع من المتفجرات لزيادة احتمال وقوع إصابات ثانوية عمدًا مثل القنابل المسمارية. ففي حالات أخرى يزوّد المستهدف بمواد خام للأشياء الملقاة على الناس مثل الزجاج المحطم من نافذة منفجرة أو واجهة زجاجية لمبنى.

### الإصابات الثالثيّة
يمكن أن تنتج إزاحة الهواء الناجم عن الانفجار رياحًا انفجارية تعمل على رمي الضحية بالأجسام الصلبة. وبالتالي فإن الإصابات التي تحدث نتيجة هذا النوع من الصدمة الرضحية تشير إلى أنها إصابات انفجار ثالثيّة. وقد تظهر الإصابات الثالثيّة على أنها مزيج من الصدمات الحادة ورضوض نافذة وتشمل كسور في العظام  وإصابات ورجْع الضّربة. كما أن الأطفال معرضون بشكل كبير لخطر الإصابة الثالثيّة وذلك لصغر وزن الجسم نسبيًا.

### الإصابات الرباعية
الإصابات الرباعية أو الإصابات المسماة المتنوعة هي جميع الإصابات الأخرى غير المدرجة في الفئات الثلاثة السابقة. وقد تشمل الحروق والإصابات الهرسيّة وإصابات الجهاز التنفسي.
تؤدي عمليات البتر الرضحية إلى الوفاة سريعًا ما لم يتواجد هناك أطباء اختصاصيين مهرة متاحين أو أشخاص مؤهلين ومدربين بشكل مناسب في مكان قريب وقادرون على الاستجابة السريعة مع إمكانية الإجلاء الطبي السريع أرضي أو جوي لمرفق مناسب في الوقت المناسب. واستخدام العاصبات (للضغط على مواقع النزيف) وغيرها من المعدات اللازمة (قياسية أو مرتجلة أو معقمة أو غير ذلك) وذلك لعلاج الجرحة والمصابين. ولذلك فإن الإصابات من هذا النوع نادرة عمومًا ولم تكن معروفة من قبل حتى لدى الناجين سواء كانوا قادرين على النجاة والبقاء على قيد الحياة أم لا. فغالبًا ما تكون هذه الإصابات مصحوبة بجروح كبيرة أخرى.
يعتمد معدل إصابة العين على نوع الانفجار وتعتبر الإصابة النفسية أكثر الإصابات الرباعية شيوعًا والتي قد يكون سببها بعض الأضرار العصبية التي حدثت أثناء الانفجار. وقد تؤثر اضطرابات اضْطِرابُ الكرب التالية للرَّضْح على الأشخاص غير المصابين تمامًا من نواحٍ أخرى.

## الآلية
تحدث إصابات الانفجار نتيجة أنواع مختلفة من الحوادث تتراوح بين إصابات أو طوارئ العمل والهجمات المتعمدة. وقد تنتج المتفجرات عالية المستوى موجات صدمة فوق سمعية جراء الضغط الزائد بينما تنفجر المتفجرات ذات المستوى المنخفض ولا تنتج موجة ضغط زائدة. حيث تبدأ الموجة الصاعقة الناتجة عن الانفجار بموجة نابضة واحدة ضغط الهواء الزائد وتدوم لبضع مللي ثانية (بضع أجزاء من الألف من الثانية).
ويتبع الضغط السلبي (الشفط) للموجة الصاعقة مباشرة بعد الموجة الإيجابية. حيث تعتمد مدة الموجة الصاعقة على نوع المادة المتفجرة ومقدار البُعد عن نقطة الانفجار. وتتقدم الموجة الصاعقة من مصدر الانفجار ككرة من الغازات المضغوطة والمتسعة بسرعة مما يؤدي إلى انزياح كمية متساوية من الهواء بسرعة عالية جدًا. وقد تكون سرعة الموجة الصاعقة في الهواء عالية جدًا وذلك يعتمد على نوع وكمية المتفجرات المستخدمة. عندها سيخضع الفرد المتواجد في مسار الانفجار لضغط جوي زائد وعلى ضغط من الرياح عالية السرعة والتي تتحرك مباشرة خلف جبهة الصدمة للموجة الصاعقة للانفجار.
ويعتمد حجم الضرر الناجم عن الموجة الصاعقة على ذروة موجة الضغط الموجبة الأولية ومدة الضغط الزائد والوسط الذي تنفجر فيه إضافة إلى مقدار البُعد عن موجة الانفجار الحادث ودرجة التركيز بسبب المنطقة المحصور أو المغلق أو الجدران. على سبيل المثال، تتضخم الانفجارات التي تحدث قرب أو داخل الأسطح شديدة الصلابة مرتين إلى تسع مرات وذلك بسبب انعكاس موجة الصدمة. ويعاني الأفراد المتواجدون بين الانفجار ومبنى من ضغط درجة الإصابة عمومًا مقارنة بأولئك المتواجدون في أماكن مفتوحة.

## الرضح العصبي
قد تسبب إصابات الانفجار ضررًا دماغيًا وحسيًا خفيًّا وذلك مترافقًا مع عواقب عصبية وحسية عصبية محتملة. وهي متلازمة سريرية معقدة ناجمة عن مزيج من جميع آثار الانفجار مثل آليات الانفجار الأولية والثانوية والثالثية والرباعية. وتجدر الإشارة إلى أن الإصابات الناجمة عن الانفجار تظهر عادةً في شكل من أشكان الصدمات المتعددة. كأن تشمل الإصابة أعضاء أو أجهزة عضوية متعددة. ويؤدي النزيف الناتج عن الأعضاء المصابة كالرئتين أو الأمعاء إلى نقص الأكسجين في جميع الأعضاء الحيوية بما في ذلك الدماغ.
الأضرار التي تلحق الرئتين تقلل من مساحة امتصاص الأوكسجين من الهواء مما يقلل من كمية الأوكسجين المرسلة إلى الدماغ. ويبدأ تخريب الأنسخة بتركيب وإفراز هرمونات أو وسطاء في الدم والتي عند وصولها للدماغ تتغير وظيفتها ما يساهم تهيج النهايات العصبية في الأنسجة أو الأعضاء المحيطية المصابة بشكل كبير في حدوث رضح عصبي ناتج عن الأرومات.
يبدو على الأفراد المعرضين لانفجار في كثير من الأحيان فقدان للذاكرة قبل الانفجار وبعده إضافة إلى التباس وصداع وضعف إحساس بالواقع وضعف القدرة على اتخاذ القرار. وغالبًا ما يصاب المرضى الذين يعانون من إصابات مكتسبة في الدماغ في الانفجارات بوذمة مفاجئة وغير متوقعة للدماغ وتشنج وعائي مخي رغم المراقبة المستمرة.
ومع ذلك، فقد تحدث الأعراض الأولى للرضح العصبي الناتج عن الانفجار (BINT) بعد شهور أو حتى سنوات من الحادث الأولي، وبالتالي تصنّف هذه الإصابات على أنها إصابات دماغية ثانوية. كما وتتضمن مجموعة واسعة من الأعراض منها فقدان الوزن وفقدان توازن هرموني وتعب مزمن إضافة إلى الصداع ومشاكل في الذاكرة والكلام والتوازن. وغالبًا ما تكون هذه التغييرات منهكة وتتداخل مع الأنشطة اليومية وذلك نظرًا للاستهانة بالرضح العصبي الناتج عن الانفجار (BINT) عند ضحايا الانفجار وغالبًا ما يضيع الوقت الثمين للعلاج الوقائي و/أو الرعاية التأهيلية في الوقت المناسب.

## أبحاث اضطراب الكرب التالي للرضح (PTSD) الناتج عن موجة الانفجار
إضافة إلى عوامل الخطر المعروفة لاضطراب الكرب التالي للرضح التي يعاني منها كل من المدنيين والعسكريين المتواجدين في مناطق القتال؛ فقد أفاد تقرير لمجلة 60 دقيقة أن الدكتور دانيال دان بيرل أخصائي الأمراض العصبية أجرى بحثًا عن أنسجة المخ المعرضة لجروح الدماغ الرضيّة (TBI) واكتشف وجود علاقة سبب وتأثير بين الموجات الصاعقة الناتجة عن الانفجار وبين اضطراب الكرب التالي للرضح. وقد عُيّن الدكتور بيرل في جامعة الخدمات المنظمة للعلوم الصحية كأستاذ في علم الأمراض لإنشاء مركز علوم الأعصاب والطب التجديدي بتكليف من الكونغرس عام 2008.

## الضحايا والإصابات المقدرة
تنتج المزيد من الوفيات والإصابات عادةً جراء الانفجارات في الأماكن الضيفة أو التي تسبب انهيار هيكلي. وتشمل الأماكن الضيقة المناجم والمباني والمركبات الكبيرة. وبتقدير إجمالي للخسائر من حادث ما فإن ضعف العدد الموجود في الساعة الأولى فغالبًا ما يصل المرضى الأقل إصابةً أولًا حيث يُنقلون إلى أقرب مستشفى، ثم يصل الأكثر إصابة من المرضى في وقت لاحق وذلك عن طريق خدمات الطوارئ (فرز غير منظم رأسًا على عقب). وإذا كان هناك انهيار هيكلي فإن الإصابات ستكون أكثر خطورة التي ستصل بشكل أبطأ.